# Maceda axutha
Maceda axutha är en fjärilsart som beskrevs av Louis Beethoven Prout 1926. Maceda axutha ingår i släktet Maceda och familjen trågspinnare. Inga underarter finns listade i Catalogue of Life.